# Bobby Creekwater
Bobby Creekwater, de son vrai nom Antoine Rogers (né le 20 novembre 1982 à Atlanta, en Géorgie), est un rappeur américain.

## Biographie
Creekwater est né et a grandi dans divers lieux à Atlanta, en Géorgie. Il étudie à la Clark Atlanta University pendant un an et abandonne ses études pour lancer sa carrière musicale. Lui et Charlie Jangles forment le duo hip-hop Jatis signé au label Columbia Records puis chez Loud Records, mais Loud met la clé sous la porte avant que Jatis ne puisse publier d'album.
Musicien indépendant en 2004, Creekwater participe à la chanson d'Aasim Anyway, sur l'album de P-Money, Magic City. Creekwater est remarqué par Shady Records lorsque les exécutifs du label ont écouté Aasim rapper. Le président et dirigeant du label Shady Records, Eminem, s'intéresse plus à Creekwater qu'Aasim et signe ce dernier en milieu 2005. À la fin de 2005, Creekwater publie une mixtape, Anthem to the Streets. Newsweek l'accueille positivement, plus particulièrement la chanson Sesame Street.
En mars 2006, il participe au Detroit Hip-Hop Summit on Financial Empowerment,. Le 5 décembre 2006, Eminem publie Eminem Presents the Re-Up, une mixtape conçue pour promouvoir les nouveaux membres de Shady Records : Stat Quo, Creekwater, et Ca$his,. Creekwater participe à cinq titres, à des remixes d'Eminem, et aux titres de Nate Dogg Shake That, et Eminem de Akon Smack That. L'album est accueilli d'une manière mitigé. Le Los Angeles Times explique que Creekwater « ressemble à un André 3000 démoniaque. » Le Sunday Mercury explique que Creekwater est « largement le meilleur des trois » nouveaux membres du label.
En 2006, il annonce son premier album, A Brilliant Mistake. Le producteur exécutif de l'album est Eminem. Les chansons seront produites par Mr. Porter, The Alchemist, et Don Cannon. En 2007, il publie deux mixtapes, Anthem 2 Da Streetz II et Back to Briefcase. En mai 2009, Bobby Creekwater publie son deuxième EP en six mois. The BC Era Deuce, suite de BC Era EP est prévu pour le 4 mars. Creekwater quitte Shady Records en 2009. Sa chanson The Day I Got Dropped clarifie la situation, expliquant ne pas avoir été renvoyé par le label.

## Discographie

### Album studio
- 2011 : Revenge

### EPs
- 2009 : The B.C. Era Deuce EP
- 2009 : The Day It All Made Sense

### Mixtape
- 2014 : I Am From a Place

### Apparitions diverses
- 2006 : Eminem Presents: The Re-Up :
  - Cry Now Remix (avec Obie Trice, Kuniva, Stat Quo et Ca$his)
  - Smack That Remix (avec Akon et Stat Quo)
  - Shake Dat Remix (avec Eminem, Nate Dogg et Obie Trice)
  - We're Back (avec Eminem, Obie Trice, Stat Quo et Ca$his)
  - There He Is
- 2009 : Crack a Bottle Remix (avec Eminem et Cashis)